# Гафельне вітрило

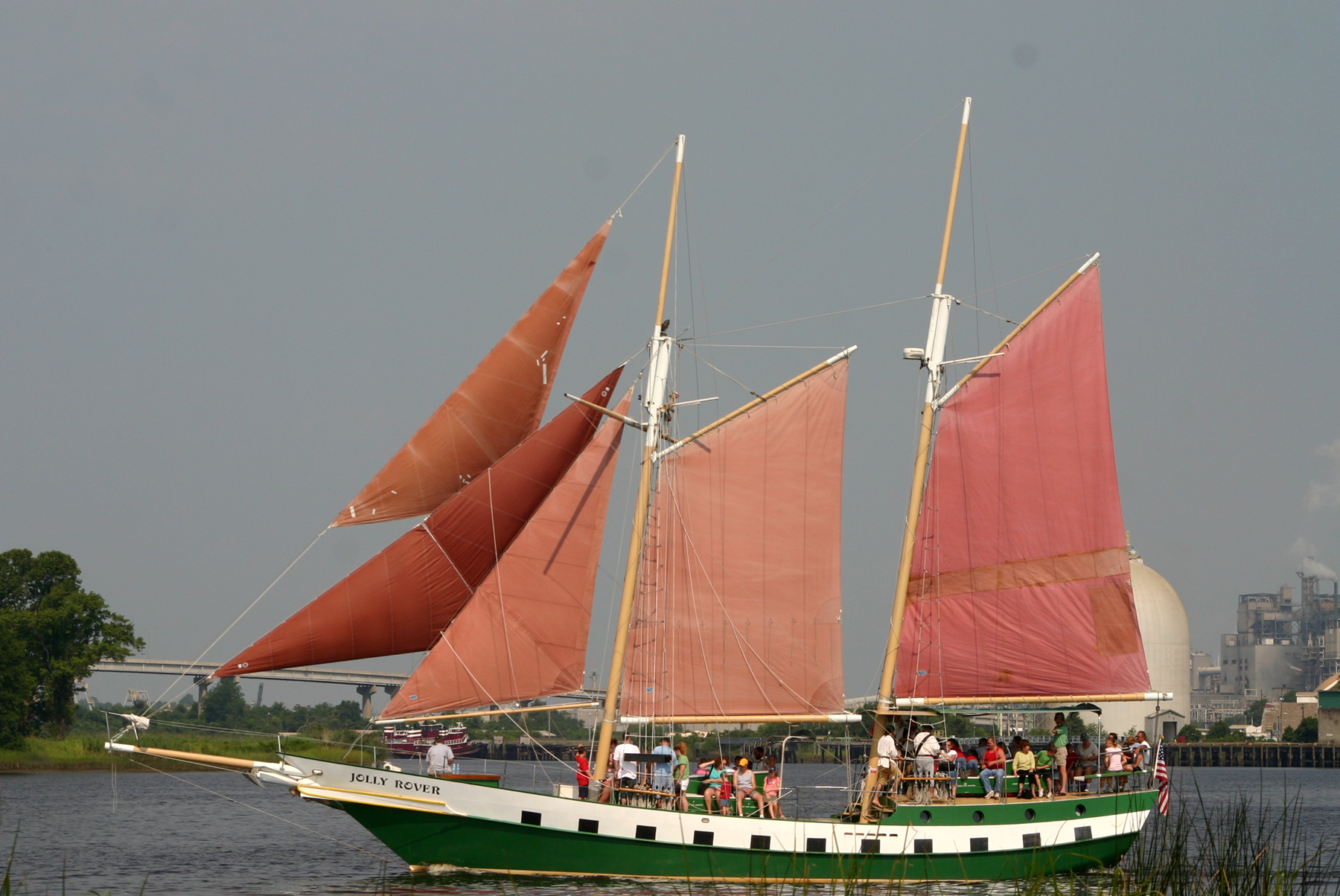
Гафельна шхуна

Схема гафельного озброєння:
1. Щогла
2. Гафель
3. Нок гафеля
4. П'ятка гафеля
5. Гік
6. Нок гіка
7. П'ятка гіка
8. Вуси
9. Бейфут
10. Гафельне вітрило
11. Шпрюйт
12. Дирик-фал
13. Гафель-гардель

Га́фельне вітрило — косе чотирикутне вітрило, що має форму неправильної трапеції і підіймається за допомогою гафеля. Часто також називається триселем (хоча цю назву носить і спеціальне штормове вітрило).

## Опис
Нижньою шкаториною гафельне вітрило пришнуровується до гіка (проте, гік може бути відсутнім), верхньою шкаториною — до гафеля, передньою — до щогли (або до закріпленої паралельно до неї тонкої трисель-щогли) або повзунів (сегарсів або ракс-клотів), що пересуваються по щоглі. Прибирання гафельного вітрила проводиться допомогою гітових снастей (трисель-гітових), що притягують середину вітрила до щогли і гафеля. Гітов, що підтягує шкаторину до гафеля, називається верхнім гітовом, а який підтягує до щогли — нижнім. Корінний гітов кріплять посередині задньої шкаторини і проводять через блок під п'ятою гафеля.
Верхній передній кут гафельного вітрила називається зазвичай верхнім галсовим, верхній задній — нок-бензельним, нижній передній — галсовим (нижнім галсовим), нижній задній — шкотовим. Шкаторини називаються так само, як і в усіх прямокутних косих вітрил: передня, задня, верхня і нижня.
Гафельний фок називається фор-трисель, грот — грот-трисель, гафельна бізань — бізань-трисель. У випадку наявності прямої бізані додаткова гафельна бізань іменується контр-бізанню.
Використовується на гафельних шхунах, йолах і кечах (всі нижні вітрила), тендерах (грот), барках (бізань), фрегатах (контр-бізань), баркентинах (грот і бізань) і бригантинах (грот).
Над гафельними вітрилами зазвичай підіймають топселі, але на марсельних і брамсельних шхунах замість них використовують прямі вітрила (марселі, брамселі).

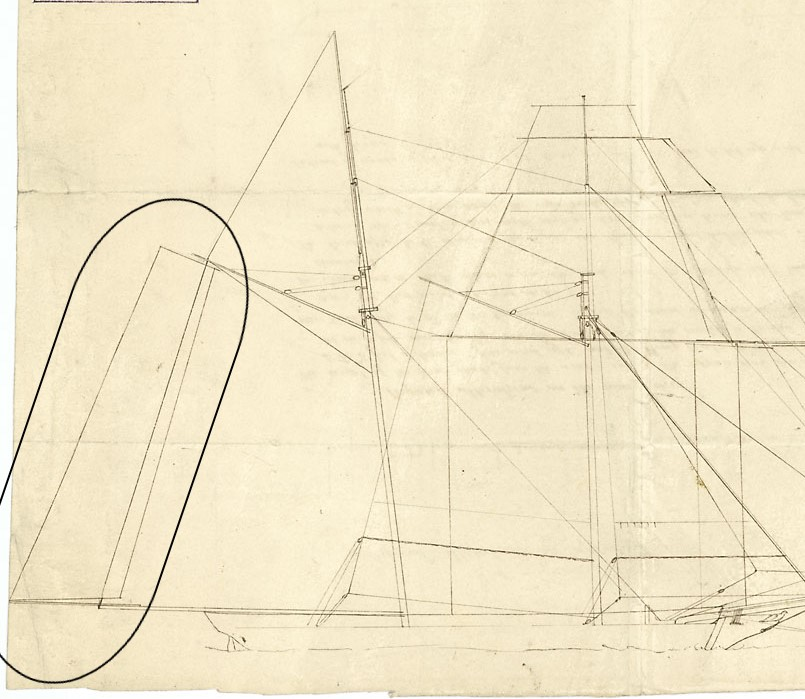
Бротвінер (окреслено) на плані британської шхуни, 1835 р.

## Допоміжні вітрила

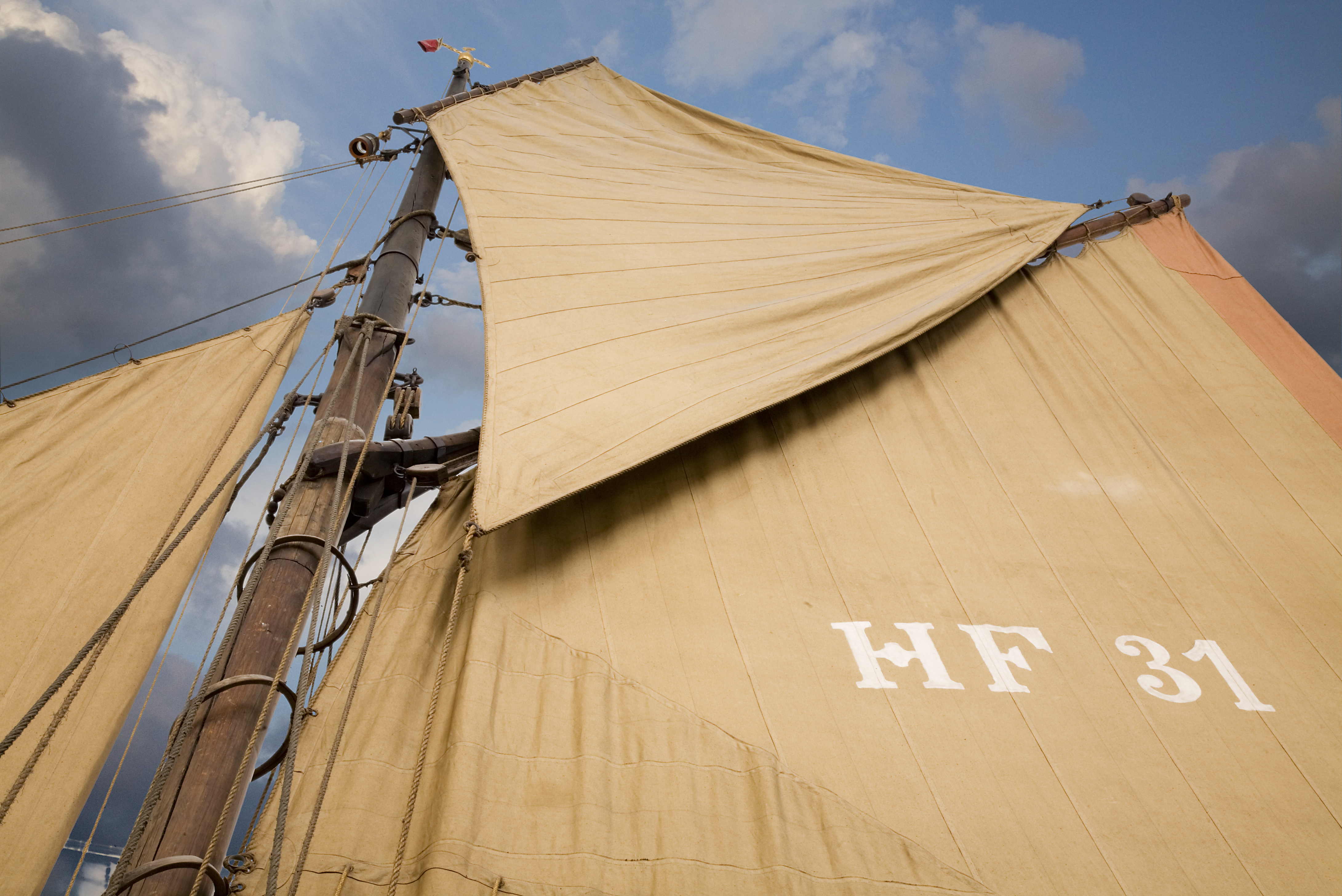
Гафельне вітрило із сегарсами під п'ятою гафеля, рейковий топсель, клівер

- Бротвінер (нім. Brotwinner, англ. ringtail sail) — допоміжне вітрило, що встановлювалося на спеціальному короткому рейку за задньою шкаториною гафельного і служило для збільшення площі останнього (аналогічно ліселю прямих вітрил).
- Ватер-зейль — додаткова смуга парусини, що кріпилася під гіком.

## Схожі види вітрильного озброєння

### Шпринтове
Шпринтове вітрило — чотирикутне вітрило неправильної форми, що розтягується по діагоналі спеціальним рейком — шпринтом.

### Стояче люгерне
Стояче люгерне вітрило — підтип люгерного вітрила, у якому майже вся площа полотнища перебуває позаду щогли. Відрізняється від гафельного тим, що його рейок, на відміну від гафеля, не впирається переднім кінцем у щоглу, таким чином, передній нок-бензельний кут виступає спереду щогли.

### Шпрайцгафельне вітрило
Шпрайцгафельне вітрило — вітрило у вигляді перевернутого трикутника (рідше трапеції вужчою основою донизу), закріплене верхньою шкаториною до шпрайцгафеля.

## Галерея

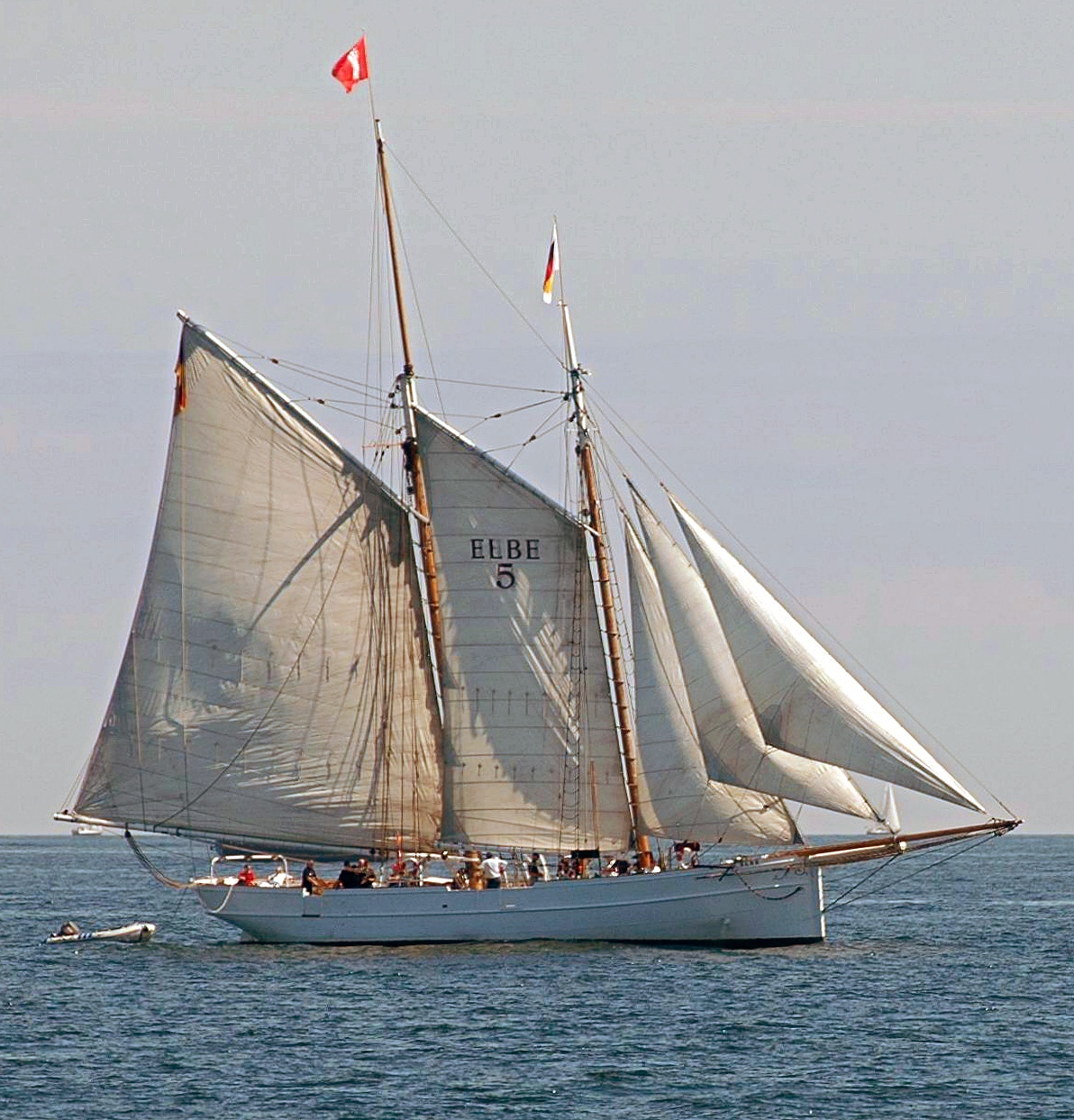
Лоцманська шхуна «No. 5 Elbe»
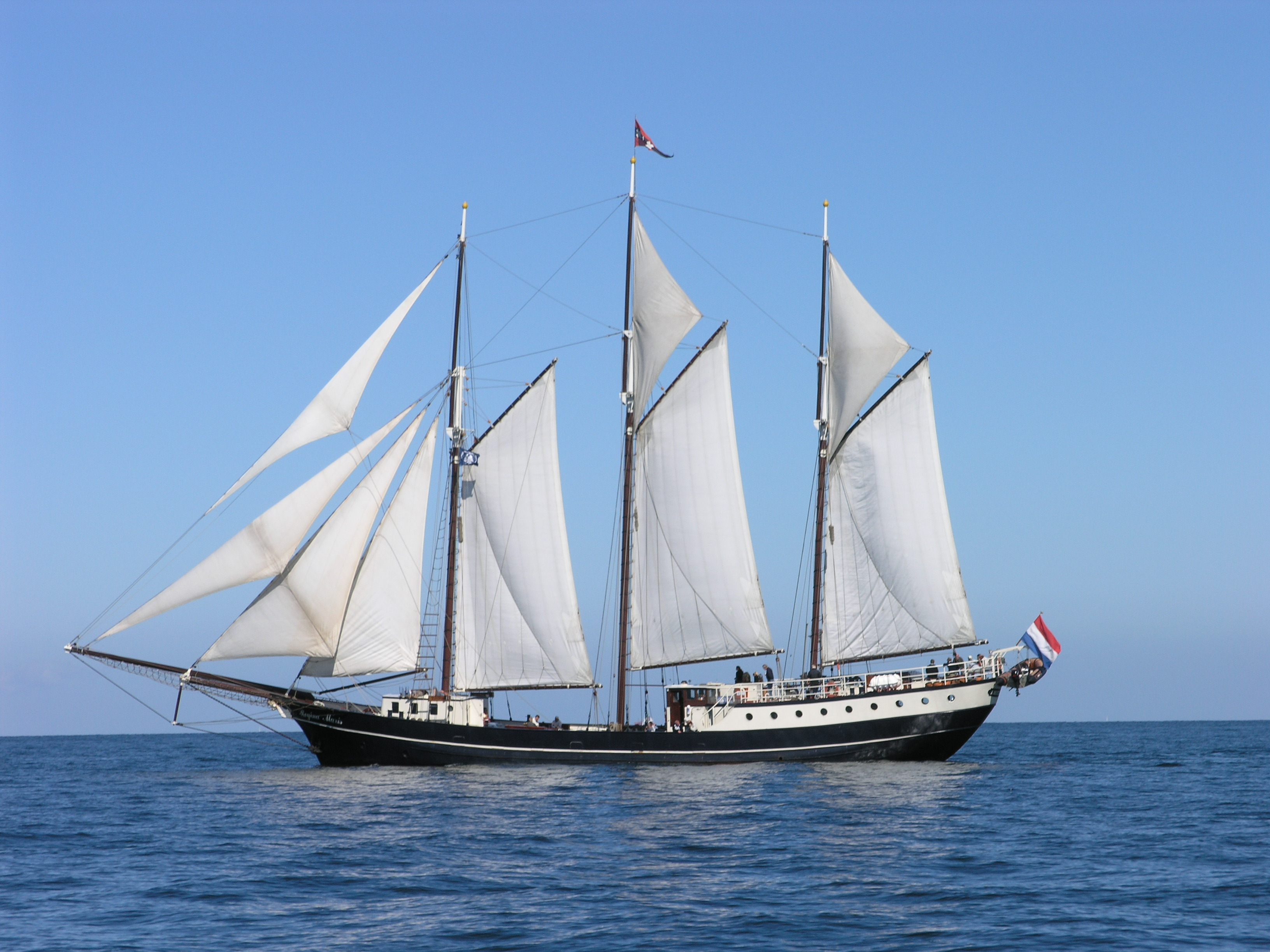
Шхуна «Regina Maris[en]»
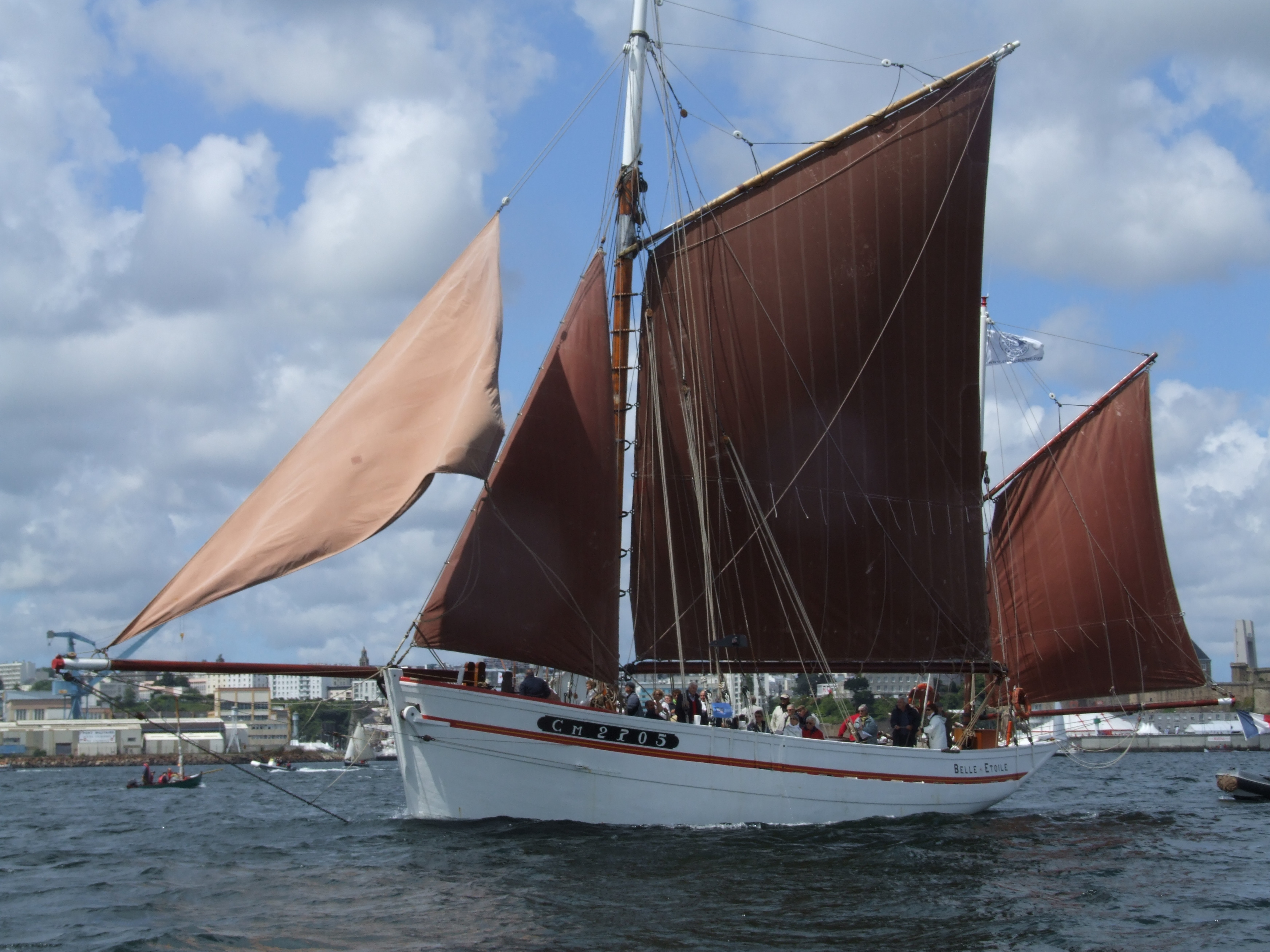
Денде «Belle-Étoile»